# Mast van Radio Warschau
Zender Konstantynów of de Mast van Radio Warschau is een tijd lang de hoogste constructie geweest die ooit door mensen is gebouwd; de mast heeft bestaan van 1974 tot 1991 en was 646,38 meter hoog.
Zender Konstantynów was een langegolfzender in de stadswijk Konstantynów van Gąbin, 96 km ten noordwesten van de Poolse hoofdstad Warschau. De zendmast, naar het ontwerp van ingenieur Jan Polak, werd voltooid op 18 mei 1973. De eerste uitzending van Radio Warschau volgde op 30 juli 1974. Het uitgezonden radioprogramma heette Programma Pierwszy Polskiego Radia, Programma I PR of officieus Jedynka ("Nummer één") en werd uitgezonden op de frequentie 227 kHz (na 1988 225 kHz). Het zendbereik reikte over heel Europa, Noord-Afrika en zelfs tot in Noord-Amerika.
Lange tijd was het de hoogste constructie ter wereld. Tijdens onderhoud op het hoogste niveau (vernieuwing van de tuien) in 1991 stortte de toren plotseling in; hij is niet herbouwd. Het hoogste bouwwerk van Polen is nu de Radio- en televisietoren Olsztyn-Pieczewo. De hoogste constructie ter wereld is sinds 7 april 2008 de Burj Khalifa.

## Constructie
Het oppervlak van de toren was een gelijkzijdige driehoek met zijden van 4,8 meter. De stalen buizen op de hoekpunten hadden een diameter van 245 mm; de wanddikte van deze buizen varieerde van 34 mm onderaan tot 8 mm in de top.
De mastconstructie bestond uit 86 elementen, elk met een lengte van 7,5 meter. De mast was afgetuid op vijf niveaus met ieder drie tuien van 50 mm diameter. Elke tuidraad werd dan bevestigd aan een afzonderlijk blok dat was verankerd in de grond. Er zijn enorme, overgedimensioneerde keerisolatoren nodig om statische ontladingen van elektriciteit op te vangen, maar toch schijnen er conventionele tuien te zijn gebruikt, plaatselijk opgesplitst door kleine isolatoren, althans op de onderste niveaus. 
Het is mogelijk dat de tuidraden op een later tijdstip via spoelen (of direct) bij de verankeringspunten werden geaard. Het totale gewicht van de tuidraden en de isolatoren wordt geschat op 80 ton, maar diverse bronnen noemen verschillende waarden.
De toren was uitgerust met een onderhoudslift en lichtbakens voor het vliegverkeer. De lift haalde een snelheid van maximaal 0,35 m/s. De rit naar de top duurde 30 minuten. Daarnaast waren er 'beschermde' ladders.
De radiomast van zender Konstantynów was een geïsoleerde, vanaf de grond gevoede antenne. Deze bevond zich op drie isolatoren, ieder twee meter hoog, die de mast voor spanningen tot 120 kV isoleerden. Later werd binnen de mast een buis aangebracht, die met isolatoren aan de mast was bevestigd. Deze buis kan gediend hebben om het zendvermogen van de mast in het midden aan te voeren, in plaats van aan de onderkant. Het zou dan mogelijk zijn geweest om de mast aan de onderkant te aarden. Dit zou het onderhoud, de voeding van de waarschuwingslichten en het eventueel installeren van antennes boven op de mast voor het VHF- en UHF-bereik veel gemakkelijker hebben gemaakt.
De transmissie van het radiosignaal van het zendgebouw naar de mast werd verzorgd door een bovengrondse transmissieleiding van zo'n 600 meter lang. Het zendgebouw, dat zo'n 17.000 kubieke meter groot was, bevatte twee zendeenheden van 1000 kW die door Brown Boveri (het latere Asea Brown Boveri, ABB) waren gebouwd. Men gebruikte een atoomklok voor het opwekken van de standaard radiofrequentie. Bij het complex hoorde ook een kleine rechthoekige vakwerkmast met een straalzender voor de verbinding met de studio.
De voeding van de zendmast werd verzorgd door een 110 kV transformatoronderstation, waarnaar twee hoogspanningslijnen liepen. Rekening houdend met het enorme verbruik van deze zender (ongeveer 6000 kW), was het vermogen van dit onderstation aan de grote kant, dit vanwege het grote belang dat men hechtte aan deze zender als dé centrale zender van Polen.

## Het instorten
Op 8 augustus 1991 rond 18:00 UTC stortte de mast in door een fout bij het vervangen van de tuien op het hoogste niveau van de mast. Volgens een officiële verklaring hadden de arbeiders het terrein omstreeks 16:00 uur verlaten, maar er zijn onbevestigde geruchten over drie dodelijke slachtoffers en twaalf gewonden. Dit kan een verwarring zijn met de instorting van de mast van de zender WLBT op 23 oktober in 1997, waarbij inderdaad drie onderhoudsmonteurs de dood vonden.
De fout bij het vervangen van de tuien werd bevestigd door Jan Polak, de hoofdaannemer van de bouw van de mast. De mast boog door en brak toen ongeveer halverwege af. De bovenkant ging pal naar beneden en kwam niet ver van de voet terecht; daarna helde de onderste helft over in een onbekende richting en viel om. Een kleine mobiele kraan van het bedrijf Mostostal Zabrze, verantwoordelijk voor de bouw en het onderhoud van de mast, werd hierbij vernield. Het zendergebouw (met inbegrip van de zendapparatuur daarin) werd niet beschadigd door de instortende mast.
Een speciale commissie kwam tot de conclusie dat Mostostal Zabrze schuld had aan het ongeval. De bouwcoördinator en de leider van een van de afdelingen van Mostostal, die de mast bouwden, werden beschuldigd van het veroorzaken van de ramp; de eerstgenoemde werd veroordeeld tot 2½ jaar cel, de laatstgenoemde tot twee jaar.

## Vervanging
Ter vervanging van de ingestorte radiomast in Konstantynów gebruikte de Poolse omroep de oude zender in de gemeente Raszyn met zijn 335 meter hoge mast, ook niet ver van Warschau. Deze werd sinds 1978 overdag gebruikt voor het uitzenden op de lange golf, 198 kHz, van een tweede programma van de Poolse omroep. Deze mast wilde men nu gebruiken voor uitzendingen op een frequentie van 225 kHz met een vermogen van 500 kW.
Het is niet mogelijk om vanaf Raszyn op 198 kHz en 225 kHz gelijktijdig uit te zenden. Daarom moesten de uitzendingen op 198 kHz worden beëindigd totdat ofwel een tweede langegolfzender in Polen werd gebouwd ofwel een speciale frequentieschakelaar bij de zender Raszyn werd geïnstalleerd, die transmissies op beide frequenties mogelijk zou maken.
De laatstgenoemde, eenvoudigere oplossing zou de prestaties en de betrouwbaarheid van beide zenders hebben verminderd en was daarom onaanvaardbaar geweest. Omdat de Poolse langegolfzenders van speciaal belang voor Polen in het buitenland zijn, besloot de Poolse overheid al in april 1992 om de mast in Konstantynów te herbouwen. In september 1995 was de Poolse overheid klaar om de herbouw te beginnen. Hoewel er al enig voorbereidend werk was verricht, moest de herbouw toch worden afgeblazen vanwege klachten van omwonenden, die vreesden dat de uitgezonden radiogolven nadelig waren voor hun gezondheid. Hoewel dit niet kon worden bewezen, moest een nieuwe plaats voor de zender worden gezocht. Deze werd gevonden in de vorm van een voormalig militair gebied, dicht ten zuidoosten van Solec Kujawski. Hier werd van 1998 tot 1999 een nieuwe langegolfzender met een vermogen van 1200 kW voor de frequentie 225 kHz gebouwd. Deze zender, die werd ingehuldigd op 4 september 1999, heeft als antennes twee van boven gevoede masten, die respectievelijk 330 en 298 meter hoog zijn en 330 meter uit elkaar staan.
Na de ingebruikname van de zender in Solec Kujawski kon de zender in Raszyn opnieuw worden gebruikt voor het uitzenden op 198 kHz van het programma Radioparlement.

## Huidige staat
Behalve de mast en de transmissielijn ernaartoe is de gehele installatie nog intact. Het 110kV-transformatorstation en de straalzender zijn nog in gebruik, maar het huidige gebruik van de gebouwen is niet bekend. De fundering en de ankerblokken van de mast zijn niet verwijderd.
De volledige naam van het complex luidt Radiofoniczny Ośrodek Nadawczy w Konstantynowie, Radiowe Centrum Nadawcze w Konstantynowie. De officiële afkorting is WRC (Warszawska Radiostacja Centralna w Gąbinie).

## Diversen
De mast was uniek in de volgende aspecten:
- In tegenstelling tot veel radiomasten met vergelijkbare hoogten, zoals de KVLY-tv mast in Fargo, North Dakota, die enkel dragers van FM- en tv-zendantennes zijn, was de mast van Radio Warschau een maststraler die naar de grond werd geïsoleerd. Op het gehele oostelijk halfrond was er nooit een structuur met een vergelijkbare hoogte die tegen grond werd geïsoleerd. De hoogste structuren op het westelijk halfrond die tegen grond zijn geïsoleerd, de twee masten van VLF zender Lualualei, zijn veel minder hoog, met een hoogte van 458 meter.
- Er was nooit een architecturale structuur in Europa buiten het grondgebied van vroegere Sovjet-Unie met een vergelijkbare hoogte. De op één na hoogste structuur in Europa buiten het gebied van de vroegere Sovjet-Unie, de langegolfradiomast in Hellissandur op IJsland is met een hoogte van 412 meter veel korter. Zelfs de Ostankinotoren, de hoogste vrijstaande structuur van Moskou, werd overtroffen door deze mast met meer dan 100 meter.
- Het overtrof alle andere architecturale structuren die ooit in Polen zijn gebouwd met een hoogte van meer dan 286 meter. Het is zeer ongewoon, dat de hoogste architecturale structuur de op één na hoogste architecturale structuur van hetzelfde land met een dergelijke grote waarde overtreft. In de meeste landen is het hoogteverschil tussen de hoogste en op één na hoogste architecturale structuur enkel een paar meter of een aantal tientallen meters.
- Het was de enige ooit geconstrueerde halvegolfstraler voor de lange golf (dat wil zeggen de antenne was een halvegolflengte lang)
- Tot 2004, toen het werk aangaande Burj Khalifa begon, was er wereldwijd geen bekende poging begonnen een hogere architecturale structuur te bouwen.